# Buhler Industries
Buhler Industries Inc. ist ein Hersteller von Landmaschinen mit Hauptsitz in Winnipeg in der kanadischen Provinz Manitoba.
Die Aktien des Unternehmens wurden bis 2025 an der Toronto Stock Exchange gehandelt.

## Geschichte
Das Unternehmen Buhler Industries entstand 1969, als John Buhler die bereits 1932 oder 1933 gegründeten Standard Gas Engine Work übernahm. Im Juli 1998 ging man eine Partnerschaft mit Weidemann ein, anschließend wurden Weidemann-Lader in Nordamerika vertrieben.
Im Jahr 2000 kaufte man New Holland Canada Ltd. beziehungsweise CNH Global die Marke Versatile und das Werk in Winnipeg ab, im Anschluss wurde die Marke Buhler Versatile eingeführt. Da Buhler Industries die Mitarbeiter zu schlechteren Konditionen übernahm, kam es zu monatelangen Streiks von Mitgliedern der Canadian Auto Workers, die bis 2001 andauerten. Am 24. August 2001 kam es zu einer Einigung mit der Gewerkschaft, die streikenden Mitarbeiter wurden gegen Abfindungen mit einer Gesamtsumme von kanadischen Dollar entlassen. Zudem verlor man in der Zwischenzeit den Auftrag zur Fertigung von Zweirichtungstraktoren, da CNH die Produktion in einem eigenen Werk in Fargo aufnahm. Des Weiteren wurde 2001 der Landmaschinenhersteller Inland übernommen. 2002 kaufte Buhler Industries ein Werk der Alloway Industries L.L.C. in Fargo. 2003 ging man eine Partnerschaft mit Landini ein, anschließend wurden Traktoren der Genesis-Baureihe als Landini Starland vertrieben.
Im Jahr 2007 wurde die Tochtergesellschaft BMW MachineWorks Ltd. verkauft. Im gleichen Jahr kaufte der russische Landmaschinenhersteller Rostselmasch 80 Prozent der Aktien des Unternehmens, einen Großteil der Aktien kaufte man John Buhler ab. Anschließend wurden unter der Marke Versatile unter anderem auch Mähdrescher vertrieben. Bei diesen handelte es sich um Modelle von Rostselmasch, bei denen das Prinzip des Badge-Engineering angewandt wurde. Umgekehrt wurden durch Rostselmasch auch Versatile-Traktoren vertrieben. 2008 wurde anstelle von Buhler Versatile wieder die Marle Versatile eingeführt. Im Jahr 2009 gab das Unternehmen bekannt, künftig nur noch die Marken Versatile und Farm King zu verwenden.
2010 wurden die Vermögenswerte der Feterl Manufacturing Corp. in Salem erworben. 2011 übernahm Buhler Industries Ezee-On Manufacturing mit Sitz in Vegreville, einen Hersteller von Bodenbearbeitungsgeräten. Zusätzlich wurde ein Werk in Willmar übernommen, in dem zuvor unter anderem selbstfahrende Feldspritzen im Auftrag von Buhler Industries hergestellt wurden. 2014 äußerte sich das Vorstandsmitglied Konstantin Babkin positiv über die Annexion der Krim, sodass Forderungen laut wurden, die russischen Vorstandsmitglieder von Buhler Industries zu sanktionieren.
2019 ging Buhler Industries eine Kooperation mit Kubota ein, mittlerweile werden Teile der Versatile-Nemesis-Baureihe auch von Kubota als M8-Serie angeboten. Im Mai 2020 kündigte man an, die Produktion von Fargo nach Willmar zu verlegen und das Werk zum 30. September 2020 zu schließen. Im November 2020 kündigte Buhler Industries an, das Werk in Willmar im Frühjahr 2021 ebenfalls zu schließen und die Produktion nach Morden zu verlegen. Im gleichen Monat wurde angekündigt, die Produktion von Bodenbearbeitungsgeräten im Folgejahr nach Winnipeg zu verlegen und das Werk in Vegreville im September 2021 zu schließen.
Im Dezember 2021 übernahm Rostselmasch weitere Aktien und erhöhte seinen Anteil an Buhler Industries von 80,4 Prozent auf 96,7 Prozent. Nach dem russischen Überfall auf die Ukraine am 24. Februar 2022 entwickelten sich die Eigentumsverhältnisse und die Verbindungen der russischen Vorstandsmitglieder für Buhler Industries erneut zum Problem. Das Vorstandsmitglied Konstantin Babkin unterstützte mit öffentlichen Äußerungen den Überfall, während Buhler Industries den Überfall in Pressemitteilungen verurteilte. In der Folge wurden Teile der Unternehmensführung neu besetzt, unter anderem trat Konstantin Babkin von seinem Posten zurück. 2022 kaufte CNH Industrial die ehemalige Produktionsstätte in Willmar.
Im Dezember 2023 verkaufte Rostselmasch seinen Anteil von 96,7 Prozent an Buhler Industries sowie die ausstehenden Forderungen an den türkischen Landmaschinenhersteller Başak Traktör, welcher zur ASKO Holding gehört. Im Frühjahr 2025 wurde Buhler Industries mit einer Tochtergesellschaft der ASKO Holding fusioniert und von der Börse genommen. Im April 2025 übernahm die ASKO Holding die restlichen Anteile an Buhler Industries.

## Marken und Standorte
Von Buhler Industries werden nur noch die Marken Farm King und Versatile genutzt. Die Produkte von Farm King werden in einem Werk in Morden hergestellt, während die Produkte von Versatile in einem Werk in Winnipeg gefertigt werden.